# 許榮燦
許榮燦（1956年2月20日—1978年5月5日），臺灣新竹市人，在香山區新竹海埔新生地救兩學生而殉身，於當地港南濱海風景區與新竹市動物園各立銅像紀念。

## 殉身
根據新竹市立動物園許榮燦紀念碑記載，許榮燦為新竹人，1956年2月20日生。1978月5月5日下午，新竹市建華國中兩名學生在海埔新生地游泳溺水，當時服役中的許榮燦路過，立即躍入海中救人，雖將二人救起，卻因精疲力竭溺死。　
新竹市民代表會特別組成立許榮燦立塑像籌備委員會，由副主席吳福得任召集人，委員有駱克銘和謝嘉興等，邀聘賈方元以許榮燦雙胞胎弟弟許榮榿塑造許榮燦銅像。同樣在香山救人犧牲而立像的有唐高。
其中位在新竹市動物園的銅像是許榮燦兩手各牽一名被營救的國中學生。1997年園方進行排水系統整修和美化工程，特別把塑像重新油漆。
位在香山區延平路轉進港南育樂公園入口的道路中央安全島的銅像為西裝造型，但設立時沒有留下碑文述說塑像的事蹟。后来铜像被車輛撞倒，遂由新竹市政府遷移到公園內，遷後亦未補述事蹟，被人以為是無名義士的銅像。
後來公園改成港南運河風景區。2019年，市府城銷處在整理過程中，發現許榮燦銅像置身於一堆草叢中。遂重新整理，更立故事碑，請民政處協助找來其弟許榮榿見證這段的故事。其弟表示兄長古道熱腸，家人牺牲雖很難過，但也感到驕傲，如今看到銅像被擺放港南運河明顯處，很開心這段生命故事被傳頌下去，以其兄為榮。